# Джамал (име)
 Тази статия е за мъжкото име.  За отоплителното тяло вижте Камина.  
Джамал (на арабски: جمال) е арабско мъжко име. Широко разпространено е в Средния Изток и сред афроамериканците. Означава хубав, красив човек, като в същото време може да означава и човек с вътрешна красота – добър човек.